# Muezerskij
Muezerskij (in russo Муезерский?; in careliano: Mujejärvi) è un insediamento di tipo urbano della Russia situato nella Repubblica di Carelia. Appartiene al rajon Muezerskij del quale è il centro amministrativo.